# واگنر پرادو
واگنر پرادو (انگلیسی: Wagner Prado؛ زادهٔ ۱۹۸۷) ورزشکار هنرهای رزمی ترکیبی اهل برزیل است.